# جو آبرکرامبی
جو آبرکرامبی (انگلیسی: Joe Abercrombie؛ زادهٔ ۳۱ دسامبر ۱۹۷۴) یک نویسنده، و پدیدآور اهل بریتانیا است.
 سه‌گانه اولین قانون اثر وی است.